# Nicky Wire
Nicholas Allen Jones (20 de enero de 1969), conocido como Nicky Wire, es un músico británico, popular por su participación en la banda de rock alternativo Manic Street Preachers.
Anterior a su ingreso a la banda, Wire estudió política en la universidad, algo que influenciaría su forma de componer canciones. Fue el coautor de la mayoría de las canciones de la banda (junto a Richey James Edwards) entre 1989 y 1995, y desde 1996 ha sido el principal compositor de la agrupación. Adicionalmente a su trabajo con Manic Street Preachers, Wire ha grabado música como artista en solitario.

## Discografía

### Estudio
- I Killed the Zeitgeist (2006)

### Sencillos
- "I Killed the Zeitgeist" (2005)
- "Daydreamer Eyes" (2006)
- "The Shining Path" (2006)
- "Break My Heart Slowly" (2006)